# Snow S-2

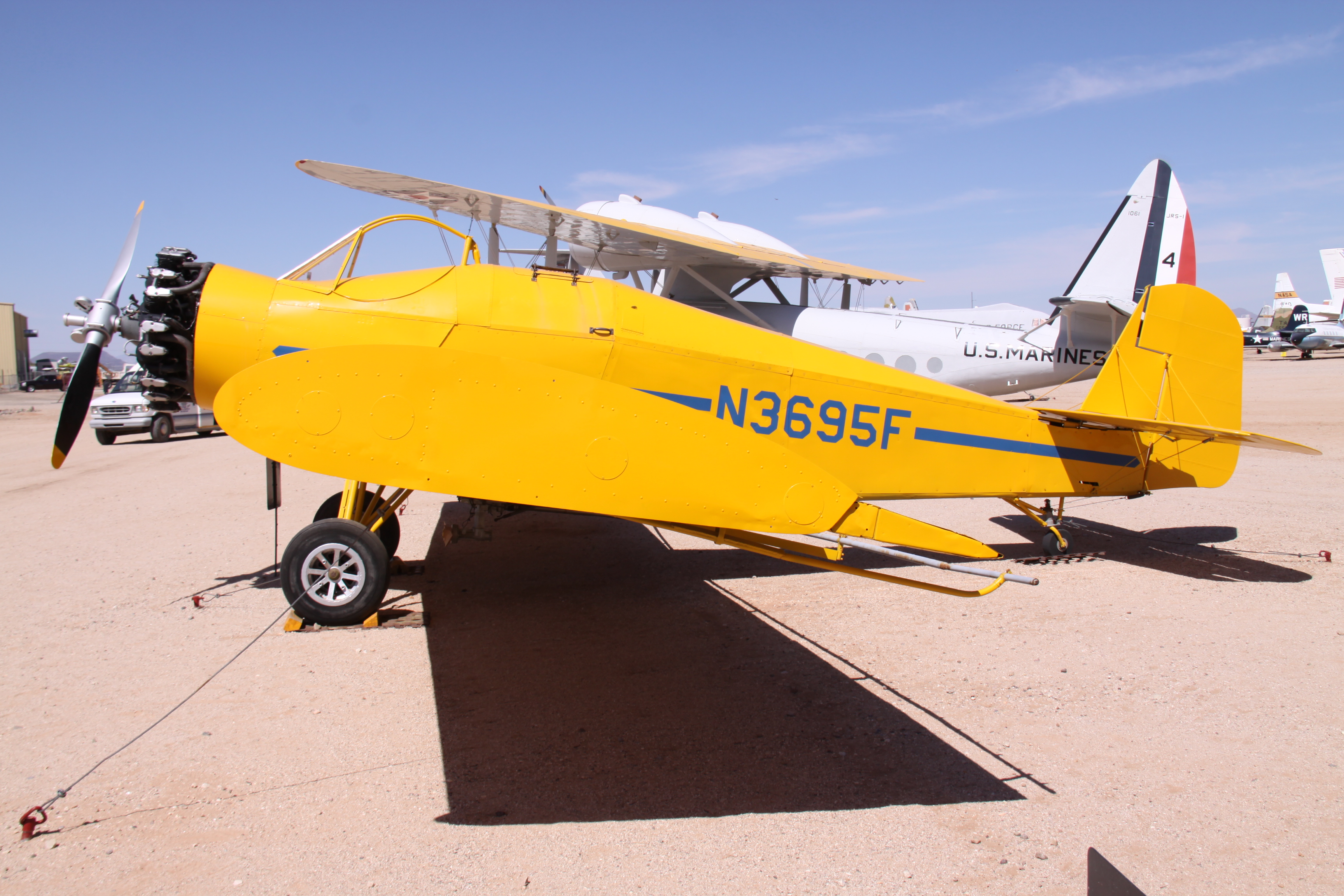
S-2A

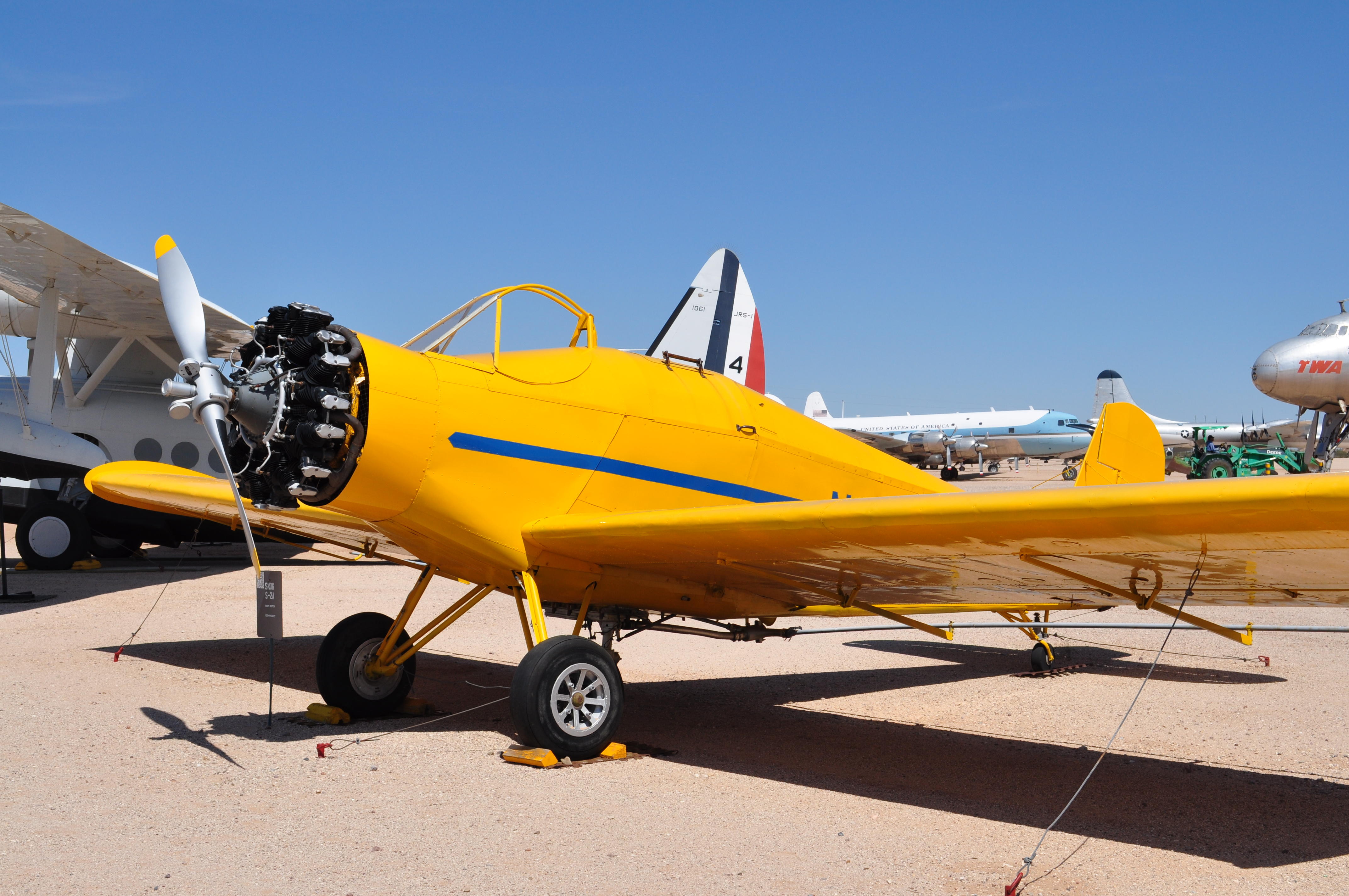
S-2A

Die Snow S-2 ist ein Agrarflugzeug des US-amerikanischen Herstellers Snow Aeronautical aus den 1950er Jahren. Das von Leland Snow entworfene Flugzeug, war eines der ersten, das speziell für den Einsatz in der Landwirtschaft konstruiert wurde. Die S-2 war der Ausgangspunkt für eine Reihe von Agrarflugzeugentwicklungen, die über die Aero Commander Ag Commander und Rockwell Thrush Commander zur Ayres Thrush reichte und noch heute von den Unternehmen Thrush Aircraft und Air Tractor Inc. vermarktet wird.

## Geschichte
Das erste von Snow konstruierte Agrarflugzeug war die wahrscheinlich nur einmal gebaute S-1, die er von 1951 bis 1957 in Texas und Nicaragua einsetzte. Im Jahr 1955 gründete er mit der Snow Aeronautical Company sein eigenes Unternehmen in der Kleinstadt Olney (Texas). Hier wurden die ersten Maschinen in den Varianten S-2A und S-2B gebaut. Die 74 mal gebaute S-2A hatte den 220 PS leistenden Continental W670 Siebenzylinder-Sternmotor, während die 17 Exemplare der S-2B den wesentlich stärkeren, 450 PS leistenden Neunzylinder-Sternmotor Pratt & Whitney R-985 erhielten.

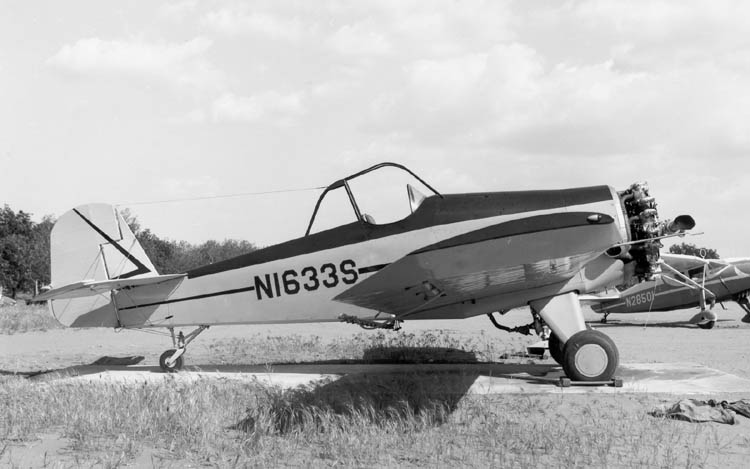
S-2C

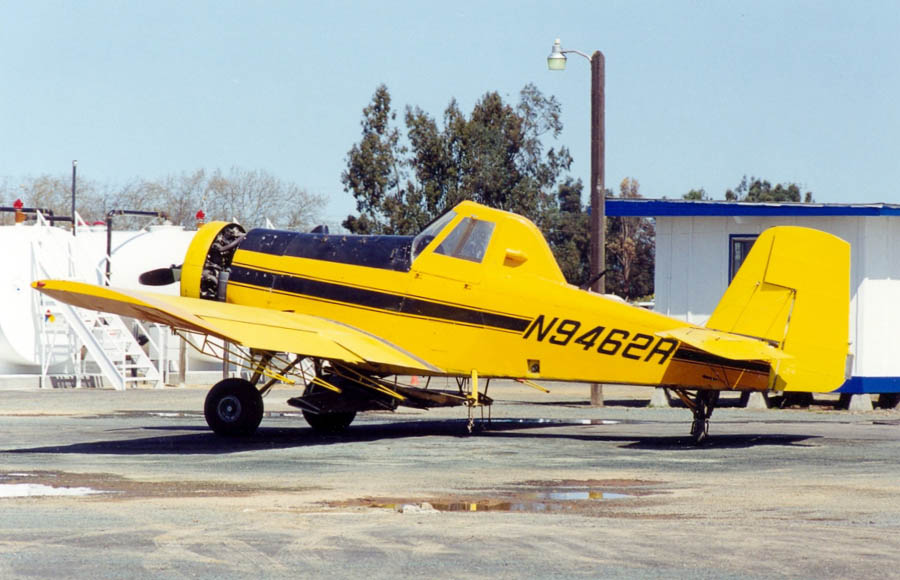
S-2C mit geschlossenem Cockpit

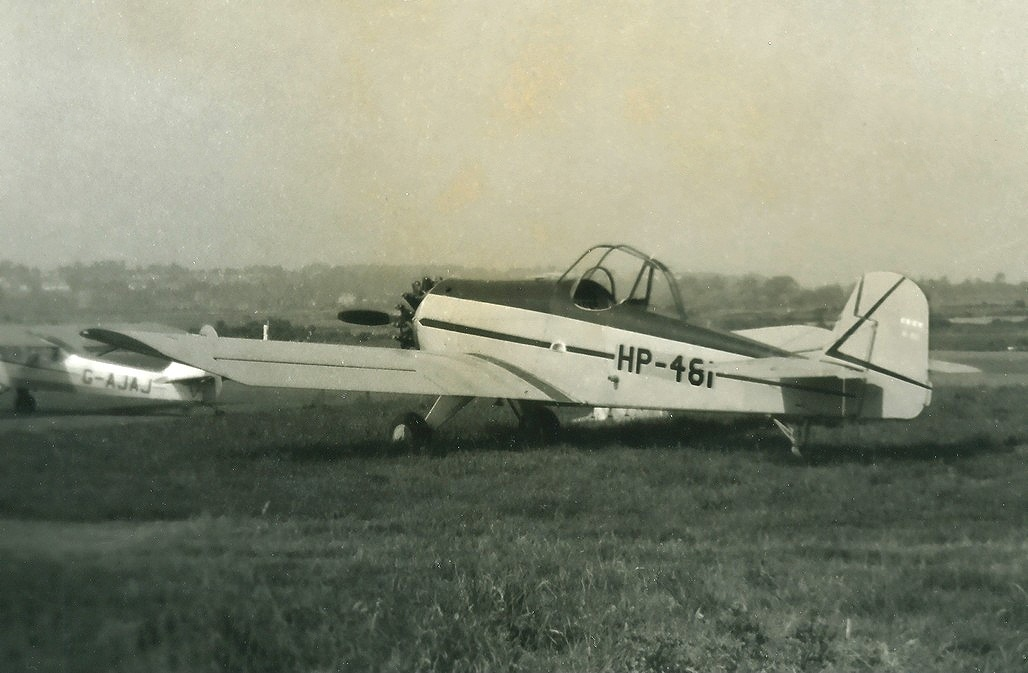
S-2C

Es folgte die modifizierte Version S-2C, bei der der Pilot nicht mehr direkt hinter dem Motor und vor dem Sprühmitteltank, sondern hinter dem Hopper fast in der Rumpfmitte untergebracht war. Bis Ende Februar 1965 hatte Snow bereits 260 Exemplare der S-2 verkauft, die, außer in die USA, in elf unterschiedliche Staaten gingen. Von der S-2C gab es zwei Serienvarianten: die 450 S-2C mit dem R-985-Antrieb der S-2B (Erstflug am 31. Januar 1961) und die 600 S-2C mit einem 600 PS leistenden Neunzylinder-Sternmotor Pratt & Whitney R-1340 (Erstflug am 12. April 1961). Erstmals wurden 1962 auch sechs S-2C mit einer Ausrüstung als Löschflugzeug an den Staat North Carolina ausgeliefert. Die Version S-2D wurde 105 mal gebaut und hatte erstmals serienmäßig ein geschlossenes Cockpit.

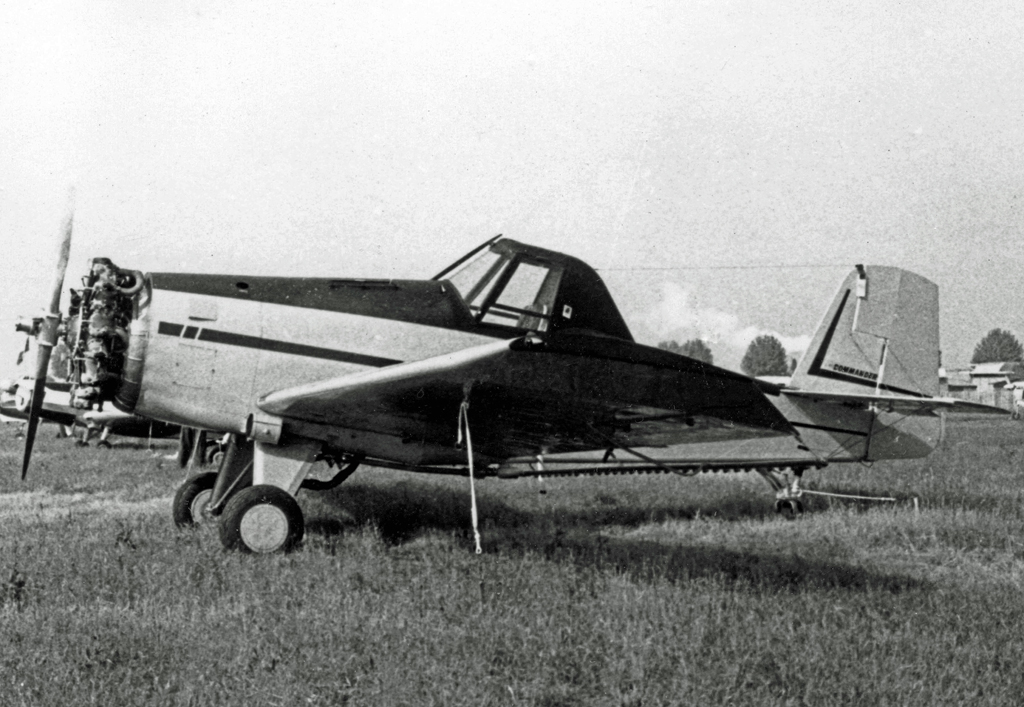
Aero Commander Ag Commander auf der Luftfahrtschau Paris, 1967

Im Jahr 1965 verkaufte Snow sein Unternehmen an Rockwell Standard, wo er dann als Vizepräsident der Rockwell-Abteilung Aero Commander fungierte, die die nun Aero Commander Ag Commander genannten S-2D herstellten. Im Jahr 1967 fand der Zusammenschluss von Rockwell-Standard mit North American Aviation statt, wonach die weiterhin produzierte S-2 als Aero Commander Thrush Commander vermarktet wurde. Rockwell entwickelte die S-2R Thrush Commander aus der S-2D, indem der Rumpf von 96 cm auf 117 cm verbreitert wurde, was den Einbau eines vergrößerten Hopper erlaubte, der nun 400 US-Gallonen (1514 Liter) fasste.
Leland Snow verließ 1970 North American-Rockwell und gründete mit Air Tractor ein neues Unternehmen. Die dort auf Basis der S-2 entwickelten Flugzeuge werden weiterhin bis heute (2020) produziert.

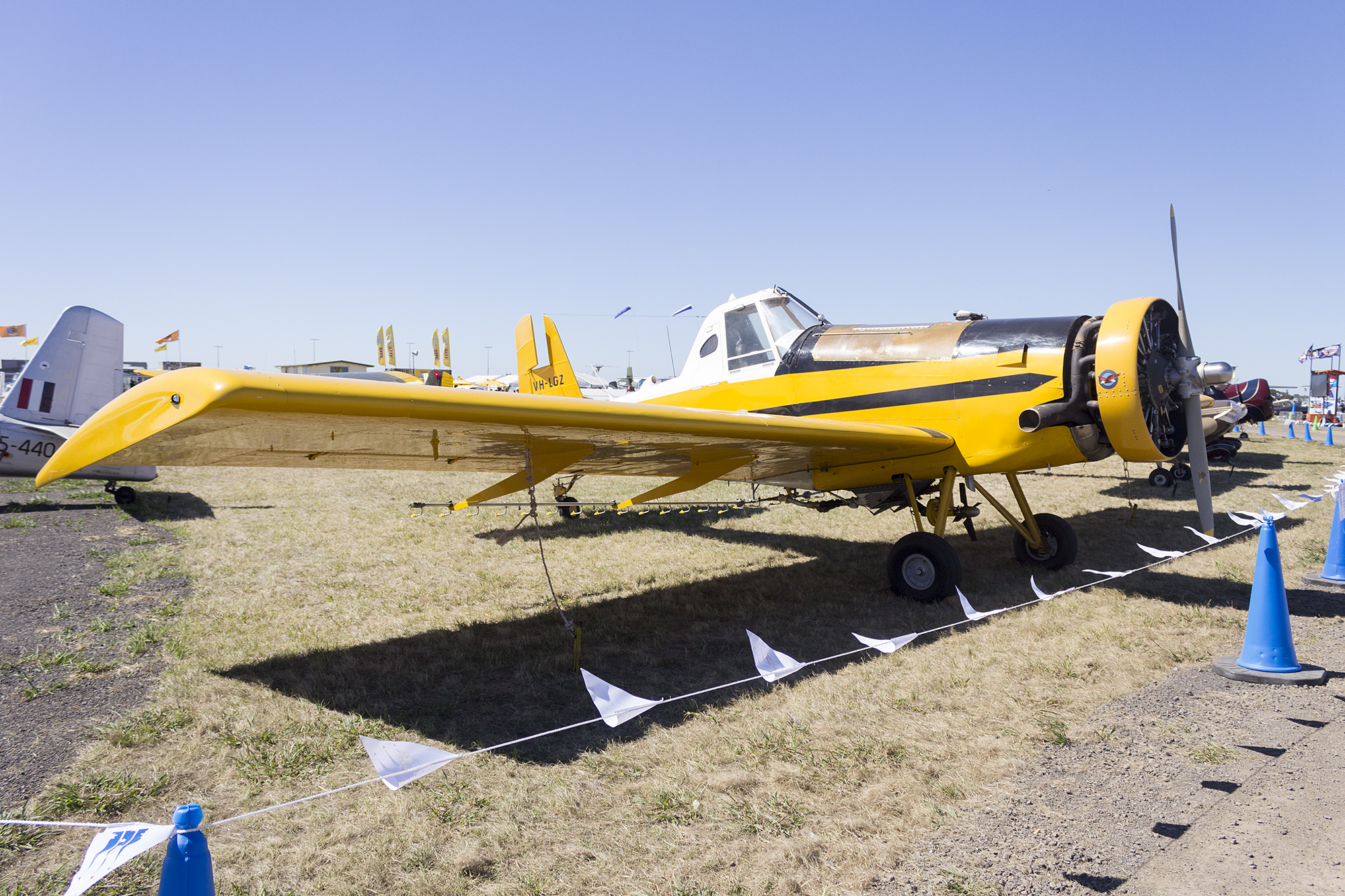
Ayres Thrush Commander 600

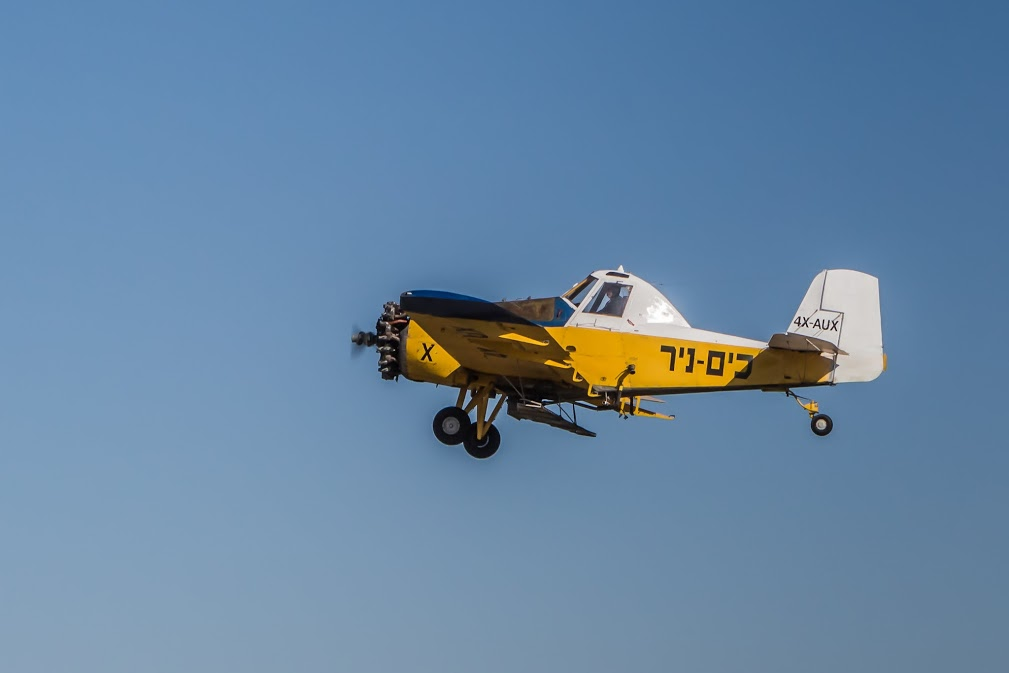
Ayres S-2R Thrush

Die direkte Linie der S-2-Agrarflugzeuge endete 1977 als Rockwell die Rechte an der Thrush Commander an die Ayres Corporation veräußerte. Ayres hatte bis dahin Umbauten an Agrarflugzeugen vorgenommen und stellte nun erstmals mit der Ayres Trush Commander ein eigenes Flugzeug her. Ayres stellte ab 1977 auch erstmals eine Turboprop-Version der S-2 her. Ayres selbst ging 2003 in die Insolvenz und verkaufte die Werksanlagen und S-2-Rechte an das neue Unternehmen Thrush Aircraft, das bis heute (2020) die Produktion weiterführt.

## Versionen
Versionsabfolge bis zur Übernahme der Produktionseinrichtungen und -rechte durch Ayres 1977:
S-2Drei Vorserienflugzeuge
S-2AErste Serienversion mit 220 PS Sternmotor, Hopper hinter Cockpit, 93 Exemplare
S-2BVerbesserte Serienversion mit 450 PS Sternmotor, Hopper hinter Cockpit, 17 Exemplare
450 S-2CSerienversion mit geänderter Hopperposition zwischen Motor und Cockpit, Antrieb wie S-2B
600 S-2Cwie vor, aber 600 PS Sternmotor, insgesamt 215 S-2C gebaut
Aero Commander Ag Commander S-2DBezeichnung der 600 S-2C nach der Übernahme durch Rockwell/Aero Commander
Rockwell Thrush Commander S-2RBezeichnung der Ag Commander mit breiterem Rumpf und 600-PS oder 800-PS-Sternmotor. Von der 800-PS-Version wurden etwa 100 Exemplare hergestellt. Wurde als Ayres Thrush Commander 600 und Thrush Commander 800 nach der Übernahme der Agrarflugzeugsparte durch Ayres weiterproduziert.

## Technische Daten
| Kenngröße                              | 450 S-2C                                                                  | 600 S-2C                                                                   | Aero Commander Thrush Commander                                            | Ayres Thrush Commander 800                                          |
| -------------------------------------- | ------------------------------------------------------------------------- | -------------------------------------------------------------------------- | -------------------------------------------------------------------------- | ------------------------------------------------------------------- |
| Besatzung                              | 1                                                                         | 1                                                                          | 1                                                                          | 1                                                                   |
| Länge                                  | 8,73 m                                                                    | 8,38 m                                                                     | 8,95 m                                                                     | 8,89 m                                                              |
| Spannweite                             | 13,59 m                                                                   | 13,59 m                                                                    | 13,54 m                                                                    | 13,51 m                                                             |
| Höhe                                   | 2,62 m                                                                    | 2,79 m                                                                     | 2,79 m                                                                     |                                                                     |
| Flügelfläche                           | 30,42 m²                                                                  | 30,42 m²                                                                   |                                                                            | 30,34 m²                                                            |
| Flügelstreckung                        | 6,1                                                                       | 6,1                                                                        |                                                                            | 6,0                                                                 |
| Hopper-Nutzlast                        | 907 kg                                                                    | 1089 kg                                                                    |                                                                            |                                                                     |
| Hoppergröße (flüssig)                  |                                                                           |                                                                            | 400 US-Gal (1514 l)                                                        | 400 US-Gal (1514 l)                                                 |
| Leermasse                              | 1456 kg                                                                   | 1569 kg                                                                    | 1678 kg                                                                    | 1860 kg                                                             |
| max. Startmasse                        | 2540 kg                                                                   | 2720 kg                                                                    | 3130 kg                                                                    | 3538 kg                                                             |
| Reisegeschwindigkeit                   | 185 km/h                                                                  | 193 km/h                                                                   | 177 km/h                                                                   | 220 km/h                                                            |
| Arbeitsgeschwindigkeit (70 % Leistung) |                                                                           |                                                                            |                                                                            | 185 bis 201 km/h                                                    |
| Höchstgeschwindigkeit                  | 222 km/h                                                                  | 241 km/h                                                                   | 225 km/h                                                                   | 249 km/h                                                            |
| Reichweite                             | 885 km (max. Treibstoff) 805 km (max. Nutzlast)                           | 725 km (max. Treibstoff) 645 km (max. Nutzlast)                            | 756 km bei 50 % Leistung                                                   | 531 km/h bei 70 % Leistung                                          |
| Triebwerke                             | 1 × Neunzylinder-Sternmotor Pratt & Whitney R-985 mit 450 PS (ca. 330 kW) | 1 × Neunzylinder-Sternmotor Pratt & Whitney R-1340 mit 600 PS (ca. 440 kW) | 1 × Neunzylinder-Sternmotor Pratt & Whitney R-1340 mit 600 PS (ca. 440 kW) | 1 × Siebenzylinder-Sternmotor Wright R-1300 mit 800 PS (ca. 590 kW) |